# Sint Maarten Soccer Association
Die Sint Maarten Soccer Association ist der im Jahr 1986 gegründete nationale Fußballverband von Sint Maarten in der Karibik. Der Verband organisiert die Spiele der Fußballnationalmannschaft und ist seit 2002 Mitglied im Kontinentalverband CONCACAF. Zudem richtet der Verband die höchste nationale Spielklasse Sint Maarten League aus.

## Erfolge
- Fußball-Weltmeisterschaft

nicht teilnahmeberechtigt
- CONCACAF Gold Cup

Teilnahmen: Keine